# Jiří Procháska

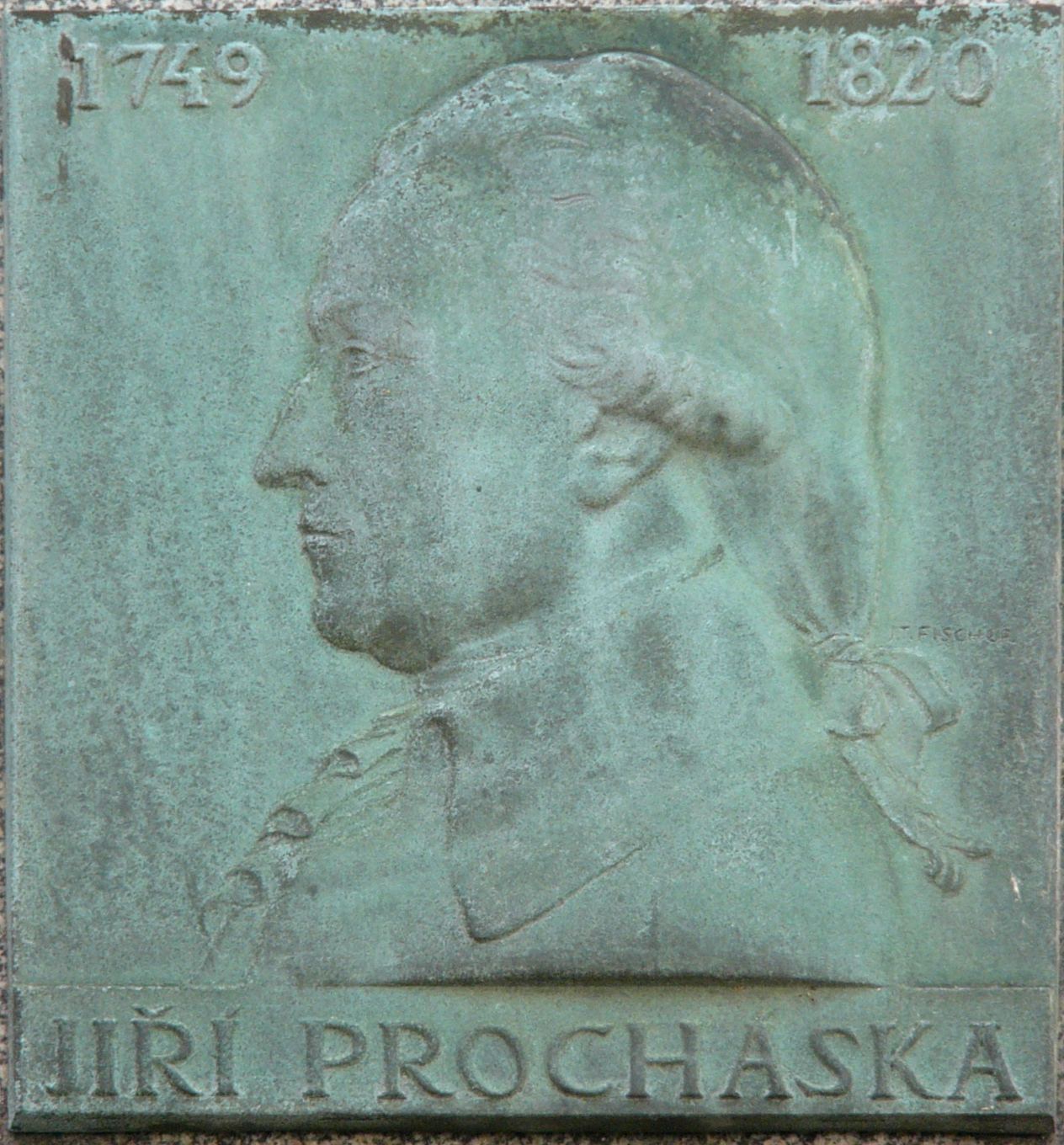
Jiří Procháska – detail pamětní desky na budově Jezuitského gymnázia na Jezuitském náměstí ve Znojmě. Vytvořil Jan Tomáš Fischer (1912–1957)

Jiří Procháska (10. dubna 1749, Blížkovice u Moravských Budějovic – 17. července 1820, Vídeň) byl český a rakouský anatom, fyziolog, oční lékař (oftalmolog) a univerzitní profesor.

## Životopis
- 1754 nebo 1755 – začal navštěvovat základní školu v Blížkovicích[2]
- 1759–1765 studoval na latinském jezuitském gymnáziu ve Znojmě[2]
- 1765–1767 – studoval na filozofické fakultě v Olomouci[2]
- 1769–1774 – studoval na lékařské fakultě ve Vídni[2]
- 1774–1776 – byl asistentem na klinice profesora Haena[2]
- 1776 – stal se ve Vídni doktorem lékařství a stal se asistentem profesora Josepha Bartha[3]
- březen 1778 – získal titul magistra očního lékařství[2]
- 1779 – svatba s Annou Štěpanovskou, dcerou pražského radního[2]
- 1780 – stal se profesorem anatomie, fyziologie a očního lékařství na lékařské fakultě na Karlově univerzitě v Praze, kde založil anatomické a patologicko-anatomické muzeum[3]
- 1785 – stal se členem Královské české společnosti nauk[2]
- 1791 – stal se ve Vídni zástupcem profesora Josepha Bartha na Vídeňské univerzitě a zpočátku se zabýval týmiž předměty jako v Praze.[3] Byl zakladatelem anatomického muzea ve Vídni.[2]
- Od roku 1803 se vzdal anatomie a věnoval se již pouze oftalmologii.[3]
- 9. června 1819 – byl na vlastní žádost poslán do penze. Vídeňská dvorská kancelář mu však za jeho zásluhy ponechala celý plat i s příspěvkem na ubytování.[2]
- 17. července 1820 zemřel a je pravděpodobně pochován na hřbitově svatého Marka (německy: Sankt Marxer Friedhof) ve III. vídeňském okrese Landstraße.[2]

Byl členem několika zahraničních vědeckých společností: akademie v Paříži, akademie v Petrohradě, lékařských společností v Německu, Francii a v Rusku. Zajímal se také o malbu a hudbu. Obdržel Leopoldův rytířský kříž (německy Österreichisch-Kaiserliche Leopold-Orden).

## Dílo
Patřil mezi přední fyziology své doby a jeho fyziologické učebnice byly všeobecně respektovány a uznávány jako základ jeho oboru.
Mezi jeho poznatky patří:
- 1778 – využití injekční stříkačky v anatomii k cévním objevům
- fyziologie nervového systému a koncepce nervového reflexu
- poznatky o chování cévní stěny
- funkce cév při růstu kostí
- první popis gynekologických nádorů
- Objevil rozdíl mezi předními a zadními kořeny míšních nervů: že přední vedou signály do svalů a kontrolují pohyb a že zadní vedou signály ze zbytku těla do míchy.

Úspěšně operoval šedý zákal u více než 3000 pacientů.
Jeho literární činnost je značná. Výběr ze samostatných prací a dizertací:
- 1776 – Dissertatio inauguralis medica de urinis (Vídeň)
- 1778 – Controversae quaestiones physiologicae, quae vires cordis et motum sanguinis per vasa animalia concernunt (Vídeň) - monografie o fyziologii krevního oběhu
- 1778 – De carne musculari tractatus anatomico-physiologicus (Vídeň) - monografie o skladbě svalu
- 1778 – Gedanken über anziehende Kräfte, welche bei den chemischen Auflösungen und der Erzeugung der sogenannten fixen Luft in Betrachtung können gezogen werden (Praha)
- 1778 a 1779 – De structura nervorum tractatus anatomicus (Vídeň a Praha) - monografie o struktuře nervstva
- 1781 – studie o vzniku zrůd[2]
- 1780–1784 – Adnotationes academicae cont. observationes et descriptiones anatomicas (Praha a Lipsko, 3. vydání) - studie o funkcích nervového systému
- 1791 – Beobachtungen über die in den Wasserblasen der Thiere erzeugten Insekten (Praha)
- 1795 – studie o jaterních cystách[2]
- 1797 – Lehrsätze aus der Physiologie des Menschen (Vídeň) - učebnice fyziologie (1802 a 1810 vyšla znovu v němčině, 1805 vyšla latinsky) – česky vyšla jako Základy fysiologie člověka – 1. svazek (1956, ČSAV, Praha) a 2. svazek (1971, Academia, Praha)
- 1800 – Opera minora anatomici, physiologici et pathologici argumenti (Vídeň)
- 1805 a 1806 – Institutiones physiologiae humanae (Vídeň, 2 vydání, také německy ve 3 vydáních: 1797, 1802 a 1810–11)
- 1810 – Bemerkungen über den Organismus des menschlichen Körpers und über die denselben betreffenden arteriösen und venösen Haargefässe, nebst der darauf gegründeten Theorie von der Ernährung (Vídeň) – pojednání o organizmu lidského těla
- 1812 – Disquisitio anatomico physiologica organismi corporis humani eiusque processus vitalis (Vídeň, také německy) – anatomicko-fyziologická zkoumání lidského těla
- 1815 - Versuch einer empirischen Darstellung des polaren Naturgesetzes (Vídeň) – Pokus o empirické pojetí přírodního zákona polarity

Kromě toho uveřejnil řadu článků a pojednání ve zprávách Královské české učené společnosti a Vídeňského Josefina a ve sborníku Wiener Beiträge zur praktischen Arzneikunde.
Ovlivnil Jana Evangelistu Purkyně a ovlivnil ruskou fyziologickou školu.